# Princess Ljubica Society
Princess Ljubica Society (Društvo Kneginja Ljubica) var en kvinnoorganisation i Serbien, grundad 1899.
Organisationen grundades 1899 för att samla in pengar till förmån för ortodoxa kyrkor i då Osmanska Kosovo och Makedonien för att stärka patriotismen mot Osmanska riket. Det fick sitt namn efter Ljubica Vukomanović. Det var en elitorganisation som endast accepterade medlemmar från Belgrads högstatusfamiljer och gärna framhävde detta. Det tillhörde Serbiens första kvinnoorganisationer.  